# 格里姆斯比 (伊利諾伊州)
格里姆斯比（英語：Grimsby）是位於美國伊利諾伊州傑克遜縣的一個非建制地區。該地的面積和人口皆未知。

## 地理
格里姆斯比的座標為37°45′01″N 89°26′57″W / 37.75028°N 89.44917°W，而該地的平均海拔高度為110米（即361英尺）。